# Rohrsängerartige
Die Rohrsängerartigen (Acrocephalidae) sind eine Familie der Singvögel (Passeri), deren Verbreitung über die Alte Welt bis nach Australien und Polynesien reicht. Ihre Vertreter wurden bislang zu den Grasmückenartigen (Sylviidae) gestellt. Nach genetischen Befunden von 2006 und 2008 stellen sie jedoch eine der Hauptkladen der Überfamilie Sylvioidea innerhalb der Singvögel dar und verdienen daher den Status einer eigenen Familie. Gegenwärtig enthält die Familie 61 Arten in sieben Gattungen.

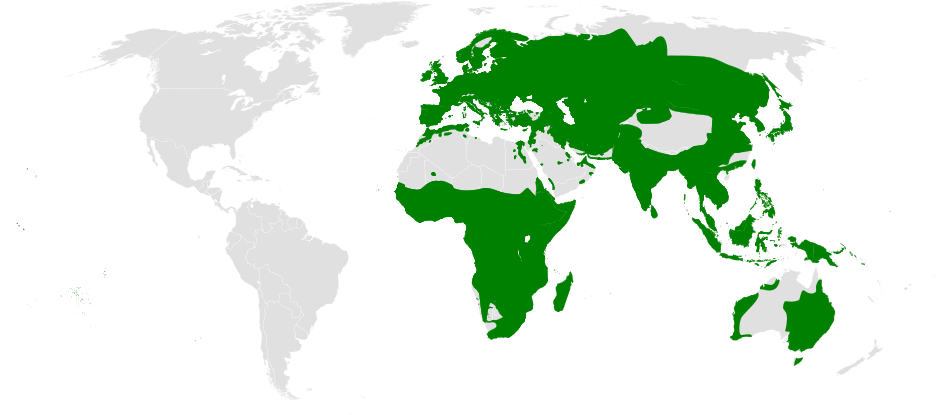
Weltweite Verbreitung der Rohrsängerartigen

## Beschreibung
Die Rohrsängerartigen sind in Färbung und Gestalt recht einförmig, variieren aber deutlich in der Größe. Die kleinsten Arten, Brauenrohrsänger, Busch- und Steppenspötter, sind mit 11,5 bis 13 cm nur etwa laubsängergroß. Die größte und schwerste Art ist mit etwa 18 cm Körperlänge und durchschnittlich 35,5 g Gewicht der etwa starengroße, vermutlich ausgestorbene Guamrohrsänger. Fast alle Arten sind relativ einfarbig mit bräunlicher bis grauer Oberseite in unterschiedlichen Tönen sowie einer weißlichen, meist bräunlich oder beige getönten Unterseite. Wenige Arten der Gattung Acrocephalus, zwei Hippolais- und einige Iduna-Arten sind oberseits grünlich gefärbt mit blass- bis lebhaft gelber Unterseite. Vier Acrocephalus-Arten zeigen eine dunkle Strichelung auf der Oberseite. Die Gesänge sind oft sehr komplex und variabel und enthalten bei einigen Arten einen großen Anteil an Imitationen anderer Arten. Viele nahverwandte Arten lassen sich besser aufgrund der Gesänge als anhand des äußeren Erscheinungsbildes unterscheiden.

## Lebensweise
Die meisten Rohrsängerartigen besiedeln Feuchtgebiete oder Habitate in Gewässernähe, wo sie in Röhrichten oder Sumpfvegetation vorkommen. Einige Arten – wie die Spötter und Buschsänger – sind allerdings eher in trockeneren Habitaten zu finden. Alle eurasischen Arten sind Zugvögel oder Teilzieher, wobei die Populationen der westlichen Paläarktis meist in Afrika, die östlicheren in Südasien überwintern. Die übrigen Arten sind Standvögel.

## Systematik

### Externe Systematik
Die taxonomische Geschichte der Rohrsängerartigen ist eng mit der der Grasmücken (Sylviidae) verknüpft, zu denen sie lange gestellt wurden. In dieser Gruppierung – teilweise auch als „Zweigsänger“ bezeichnet – wurden zeitweise etwa 400 Arten in etwa 70 Gattungen vereinigt, die sich oberflächlich ähnelten, insgesamt aber kaum besonders differenzierte Merkmale aufwiesen, um die Familie von anderen abzugrenzen.
Die Vögel vom „Zweigsänger“-Typ (engl. warbler type) wurden vor allem durch einen fein zugespitzten Schnabel mit einigen Borsten an der Basis und eine einfache Kiefermuskulatur charakterisiert. Die meisten Arten sind unauffällig bis eintönig gefärbt und relativ schlank gebaut, ernähren sich überwiegend insektivor und bewegen sich geschickt durch die Vegetation. Von Drosseln oder Schnäppern unterscheiden sie sich durch ein ungeflecktes, relativ schlichtes Jugendkleid. Dieser Typ ist jedoch so unspezifisch, dass er nicht unbedingt auf eine gemeinsame Abstammung hindeuten muss, sondern innerhalb der Singvögel mehrfach durch eine konvergente Entwicklung aufgrund ähnlicher ökologischer Präferenzen entstanden sein kann. Diese Annahme stellte sich in den letzten Jahrzehnten durch genetische Untersuchungen zunehmend als richtig heraus, was letztlich in einer nahezu vollkommenen Umgruppierung der „Grasmückenartigen“ oder „Zweigsänger“ resultierte.
Einen Grundstein für diese Forschungen legte die Sibley-Ahlquist-Taxonomie, die innerhalb der Unterordnung Passerida der Singvögel (Passeri), drei Hauptkladen identifizierte: die Muscicapoidea, die Sylvioidea und die Passeroidea, die sich aufgrund weiterer Untersuchungen auch mit geringfügigen Änderungen als monophyletisch herausstellten. Innerhalb der Sylvioidea gab es wiederum drei Hauptkladen, von denen die eine aus den bisherigen Grasmückenartigen, den Bülbüls und Timalien sowie den Schwalben (und nach weiteren Untersuchungen auch den Lerchen) bestand.
2005 waren die Zusammensetzung und die Verwandtschaftsbeziehungen innerhalb der Sylvioidea Gegenstand einer recht umfassenden, genetischen Untersuchung (Alström et al., 2006). Dabei wurden mitochondriale und aus Zellkernen gewonnene DNA-Sequenzen von über 80 Taxa untersucht und innerhalb der Sylvioidea elf Hauptkladen identifiziert. Eine davon bestand aus Vertretern der Gattungen Acrocephalus (Rohrsänger), Hippolais (Spötter) und Chloropeta (drei afrikanische Rohrsänger). Die Schwesterklade setzte sich u. a. aus den Gattungen Locustella (Schwirle), Bradypterus (Buschsänger) und Megalurus (Grassänger) zusammen. Für diese beiden Kladen wurde jeweils Familienstatus und dazu die Namen Acrocephalidae und Megaluridae vorgeschlagen. Die Grasmücken (Sylvia) waren hingegen Bestandteil einer Klade, die sich aus zahlreichen Vertretern der Timaliidae zusammensetzte und die Laubsänger (Phylloscopus) – zuvor ebenfalls zu den „Grasmückenartigen“ gestellt – bildeten ebenfalls eine eigene Gruppe. Auch Cistensänger und Seidensänger fanden sich in jeweils anderen Gruppe, sind also nicht nahe mit den Rohrsängern verwandt.
Eine weitere, ebenfalls recht viele Taxa umfassende Untersuchung (Johansson et al., 2008) bestätigte die Ergebnisse im Großen und Ganzen, brachte aber zudem weitere Erkenntnisse. Demnach ist die madagassische Gattung Nesillas, vertreten durch den Madagaskarspötter (N. typica), eng mit Acrocephalus und Hippolais verwandt – also ebenfalls Bestandteil der Acrocephalidae. Außerdem bilden die ebenfalls auf Madagaskar beheimateten Bernieridae mit den Acrocephalidae und den Megaluridae (später umbenannt in Locustellidae) eine gemeinsame Klade.

### Interne Systematik
Die Verwandtschaftsverhältnisse innerhalb der Gruppe der Rohrsängerartigen wurden insbesondere in der zweiten Hälfte des 20. Jahrhunderts kontrovers diskutiert. Dabei gab es zahlreiche verschiedene Versuche, die Gruppe auf Gattungs- oder Untergattungsebene zu gliedern. So wurde beispielsweise der Dickschnabel-Rohrsänger in eine eigene Gattung namens Phragamaticola gestellt, für den Mariskenrohrsänger die Gattung Lusciniola vorgeschlagen. Andere Konzepte sahen eine Untergattung Calamodus für die gestreiften Rohrsänger, Notiocichla für die kleineren, ungestreiften Arten, Acrocephalus im engeren Sinne für die arundinaceus/stentoreus-Gruppe und Calamocichla für die afrikanisch-madagassischen Arten vor. Eine Aufteilung der Spötter in größere und kleinere Arten, die entsprechend in den Gattungen Hippolais oder Iduna stehen sollten, wurde diskutiert und die Einordnung der drei afrikanischen Chloropeta-Arten war ebenfalls Gegenstand verschiedener Überlegungen. Einig war man sich insofern, als weder die Gattungen Acrocephalus noch Hippolais in der aktuellen Zusammenstellung monophyletisch waren.
Nachdem Alström (2005) und Johansson (2008) die Familie Acrocephalidae definiert hatten, bestand sie zunächst aus vier Gattungen:
- Acrocephalus mit 37 Arten, verbreitet in der Alten Welt und Australasien
- Hippolais mit acht Arten, in der Verbreitung auf die Paläarktis beschränkt
- Chloropeta mit drei Arten – beheimatet in Subsahara-Afrika
- Nesillas mit fünf Arten – endemisch auf Madagaskar

Eine Untersuchung mitochondrialer und nukleärer DNA von 2009 (Fregin et al.) ergab, dass keines der bislang vorgeschlagenen Konzepte die phylogenetischen Verhältnisse innerhalb der Gruppe korrekt wiedergibt. In die Studie waren auch bisher unberücksichtigte Taxa einbezogen worden. Es fanden sich (neben einem Abzweig von Nesillas) zwei größere Kladen, von denen die eine aus dem größten Teil der Acrocephalus-Arten sowie den größeren Spötter-Arten (H. icterina, polyglotta, languida, olivetorum) bestand. Die andere enthielt die kleineren Spötter-Arten (H. pallida, opaca, caligata, rama) und die beiden Chloropeta-Arten Natalspötter (C. natalensis) und Bergspötter (C. similis). Außerdem fand sich hier als nah verwandt der Dickschnabel-Rohrsänger (Acrocephalus aedon).
Die verwandtschaftlichen Verhältnisse zeigt vereinfacht das Kladogramm (Graue Schrift: vorgeschlagene Gattungsbezeichnungen):
|  | Acrocephalus aedon |
|  | |
|  | \| \| Chloropeta natalensis Chloropeta similis \| \| \| \| \| \| Hippolais pallida Hippolais opaca Hippolais caligata Hippolais rama \| \| \| \| |
|  | |
|  | Chloropeta natalensis Chloropeta similis |
|  | |
|  | Hippolais pallida Hippolais opaca Hippolais caligata Hippolais rama                                                                              |
|  | |

|  | Chloropeta natalensis Chloropeta similis                            |
|  |                                                                     |
|  | Hippolais pallida Hippolais opaca Hippolais caligata Hippolais rama |
|  |                                                                     |

|  | Acrocephalus aedon |
|  | |
|  | \| \| Chloropeta natalensis Chloropeta similis \| \| \| \| \| \| Hippolais pallida Hippolais opaca Hippolais caligata Hippolais rama \| \| \| \| |
|  | |
|  | Chloropeta natalensis Chloropeta similis |
|  | |
|  | Hippolais pallida Hippolais opaca Hippolais caligata Hippolais rama                                                                              |
|  | |

|  | Chloropeta natalensis Chloropeta similis                            |
|  |                                                                     |
|  | Hippolais pallida Hippolais opaca Hippolais caligata Hippolais rama |
|  |                                                                     |

| Hippolais    | Hippolais icterina Hippolais polyglotta Hippolais languida Hippolais olivetorum |
|              | Hippolais icterina Hippolais polyglotta Hippolais languida Hippolais olivetorum |
| Acrocephalus | Acrocephalus (31 Arten)                                                         |
|              | Acrocephalus (31 Arten)                                                         |

|  | Acrocephalus aedon |
|  | |
|  | \| \| Chloropeta natalensis Chloropeta similis \| \| \| \| \| \| Hippolais pallida Hippolais opaca Hippolais caligata Hippolais rama \| \| \| \| |
|  | |
|  | Chloropeta natalensis Chloropeta similis |
|  | |
|  | Hippolais pallida Hippolais opaca Hippolais caligata Hippolais rama                                                                              |
|  | |

|  | Chloropeta natalensis Chloropeta similis                            |
|  |                                                                     |
|  | Hippolais pallida Hippolais opaca Hippolais caligata Hippolais rama |
|  |                                                                     |

|  | Acrocephalus aedon |
|  | |
|  | \| \| Chloropeta natalensis Chloropeta similis \| \| \| \| \| \| Hippolais pallida Hippolais opaca Hippolais caligata Hippolais rama \| \| \| \| |
|  | |
|  | Chloropeta natalensis Chloropeta similis |
|  | |
|  | Hippolais pallida Hippolais opaca Hippolais caligata Hippolais rama                                                                              |
|  | |

|  | Chloropeta natalensis Chloropeta similis                            |
|  |                                                                     |
|  | Hippolais pallida Hippolais opaca Hippolais caligata Hippolais rama |
|  |                                                                     |

| Hippolais    | Hippolais icterina Hippolais polyglotta Hippolais languida Hippolais olivetorum |
|              | Hippolais icterina Hippolais polyglotta Hippolais languida Hippolais olivetorum |
| Acrocephalus | Acrocephalus (31 Arten)                                                         |
|              | Acrocephalus (31 Arten)                                                         |

|  | Acrocephalus aedon |
|  | |
|  | \| \| Chloropeta natalensis Chloropeta similis \| \| \| \| \| \| Hippolais pallida Hippolais opaca Hippolais caligata Hippolais rama \| \| \| \| |
|  | |
|  | Chloropeta natalensis Chloropeta similis |
|  | |
|  | Hippolais pallida Hippolais opaca Hippolais caligata Hippolais rama                                                                              |
|  | |

|  | Chloropeta natalensis Chloropeta similis                            |
|  |                                                                     |
|  | Hippolais pallida Hippolais opaca Hippolais caligata Hippolais rama |
|  |                                                                     |

|  | Acrocephalus aedon |
|  | |
|  | \| \| Chloropeta natalensis Chloropeta similis \| \| \| \| \| \| Hippolais pallida Hippolais opaca Hippolais caligata Hippolais rama \| \| \| \| |
|  | |
|  | Chloropeta natalensis Chloropeta similis |
|  | |
|  | Hippolais pallida Hippolais opaca Hippolais caligata Hippolais rama                                                                              |
|  | |

|  | Chloropeta natalensis Chloropeta similis                            |
|  |                                                                     |
|  | Hippolais pallida Hippolais opaca Hippolais caligata Hippolais rama |
|  |                                                                     |

| Hippolais    | Hippolais icterina Hippolais polyglotta Hippolais languida Hippolais olivetorum |
|              | Hippolais icterina Hippolais polyglotta Hippolais languida Hippolais olivetorum |
| Acrocephalus | Acrocephalus (31 Arten)                                                         |
|              | Acrocephalus (31 Arten)                                                         |

|  | Acrocephalus aedon |
|  | |
|  | \| \| Chloropeta natalensis Chloropeta similis \| \| \| \| \| \| Hippolais pallida Hippolais opaca Hippolais caligata Hippolais rama \| \| \| \| |
|  | |
|  | Chloropeta natalensis Chloropeta similis |
|  | |
|  | Hippolais pallida Hippolais opaca Hippolais caligata Hippolais rama                                                                              |
|  | |

|  | Chloropeta natalensis Chloropeta similis                            |
|  |                                                                     |
|  | Hippolais pallida Hippolais opaca Hippolais caligata Hippolais rama |
|  |                                                                     |

|  | Acrocephalus aedon |
|  | |
|  | \| \| Chloropeta natalensis Chloropeta similis \| \| \| \| \| \| Hippolais pallida Hippolais opaca Hippolais caligata Hippolais rama \| \| \| \| |
|  | |
|  | Chloropeta natalensis Chloropeta similis |
|  | |
|  | Hippolais pallida Hippolais opaca Hippolais caligata Hippolais rama                                                                              |
|  | |

|  | Chloropeta natalensis Chloropeta similis                            |
|  |                                                                     |
|  | Hippolais pallida Hippolais opaca Hippolais caligata Hippolais rama |
|  |                                                                     |

| Hippolais    | Hippolais icterina Hippolais polyglotta Hippolais languida Hippolais olivetorum |
|              | Hippolais icterina Hippolais polyglotta Hippolais languida Hippolais olivetorum |
| Acrocephalus | Acrocephalus (31 Arten)                                                         |
|              | Acrocephalus (31 Arten)                                                         |

Keine der erstgenannten drei Gattungen ist also monophyletisch. Resultierend schlugen die Autoren vor, entweder Hippolais und Chloropeta in Acrocephalus einzugliedern oder aber Hippolais aufzuteilen und einen Teil der Arten mit zwei der Chloropeta-Arten und Acrocephalus aedon in die Gattung Iduna zu stellen – Iduna hätte dann Priorität über Chloropeta. Chloropeta gracilirostris wäre am besten aufgrund der bislang ungeklärten Einordnung in die monotypische Gattung Calamonastides zu stellen.

## Gattungen und Arten

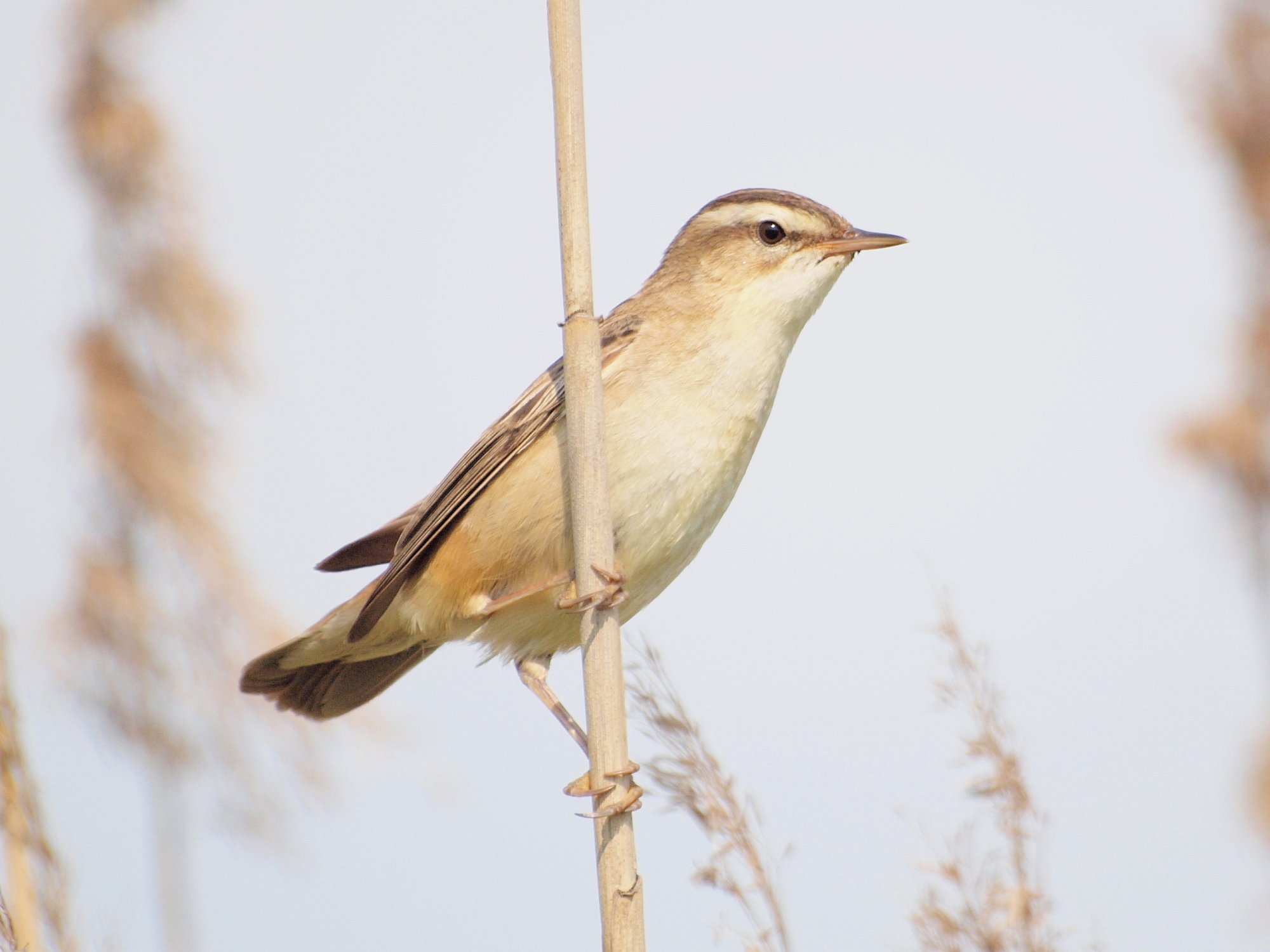
Schilfrohrsänger (Acrocephalus schoenobaenus)

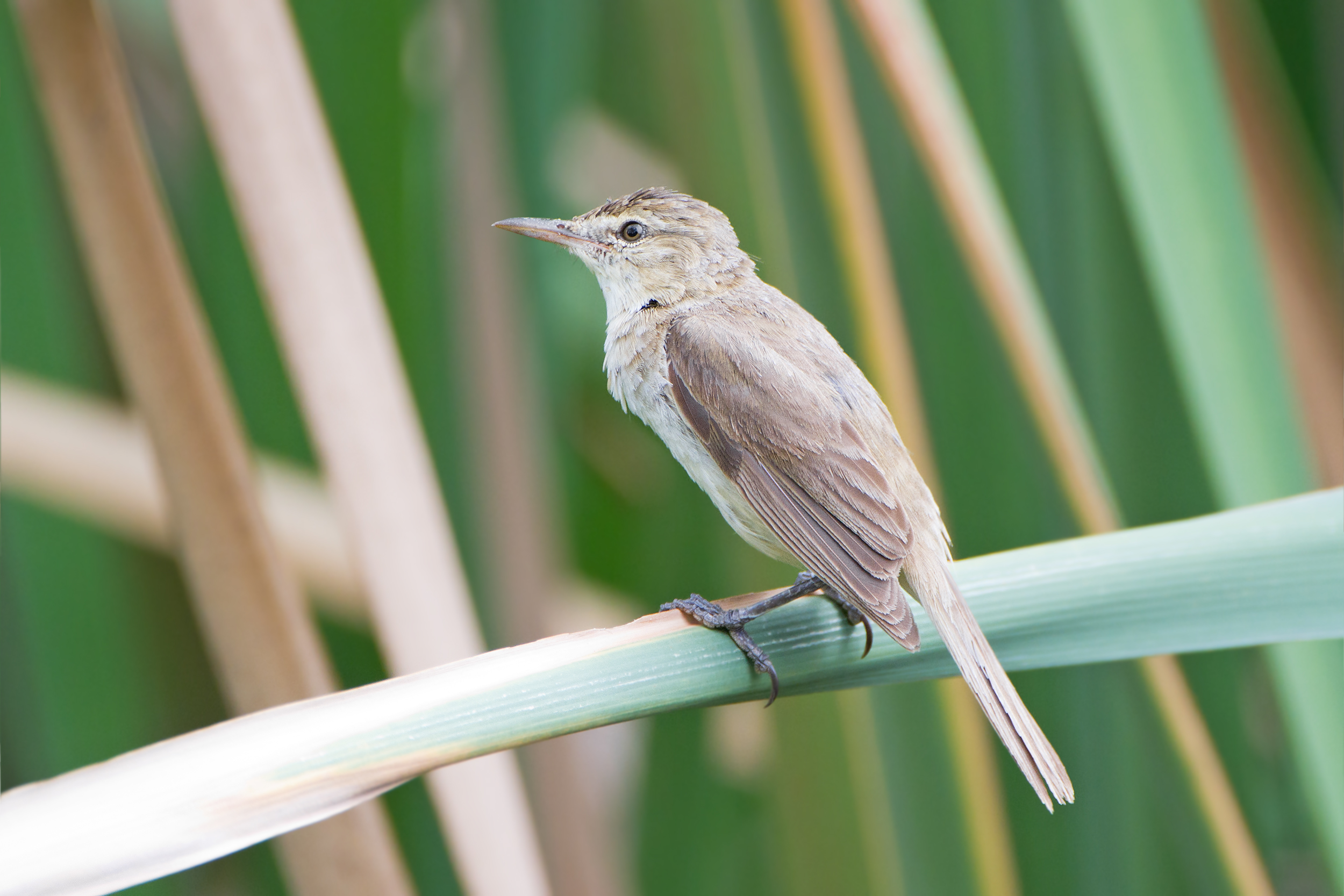
Australrohrsänger (Acrocephalus australis)

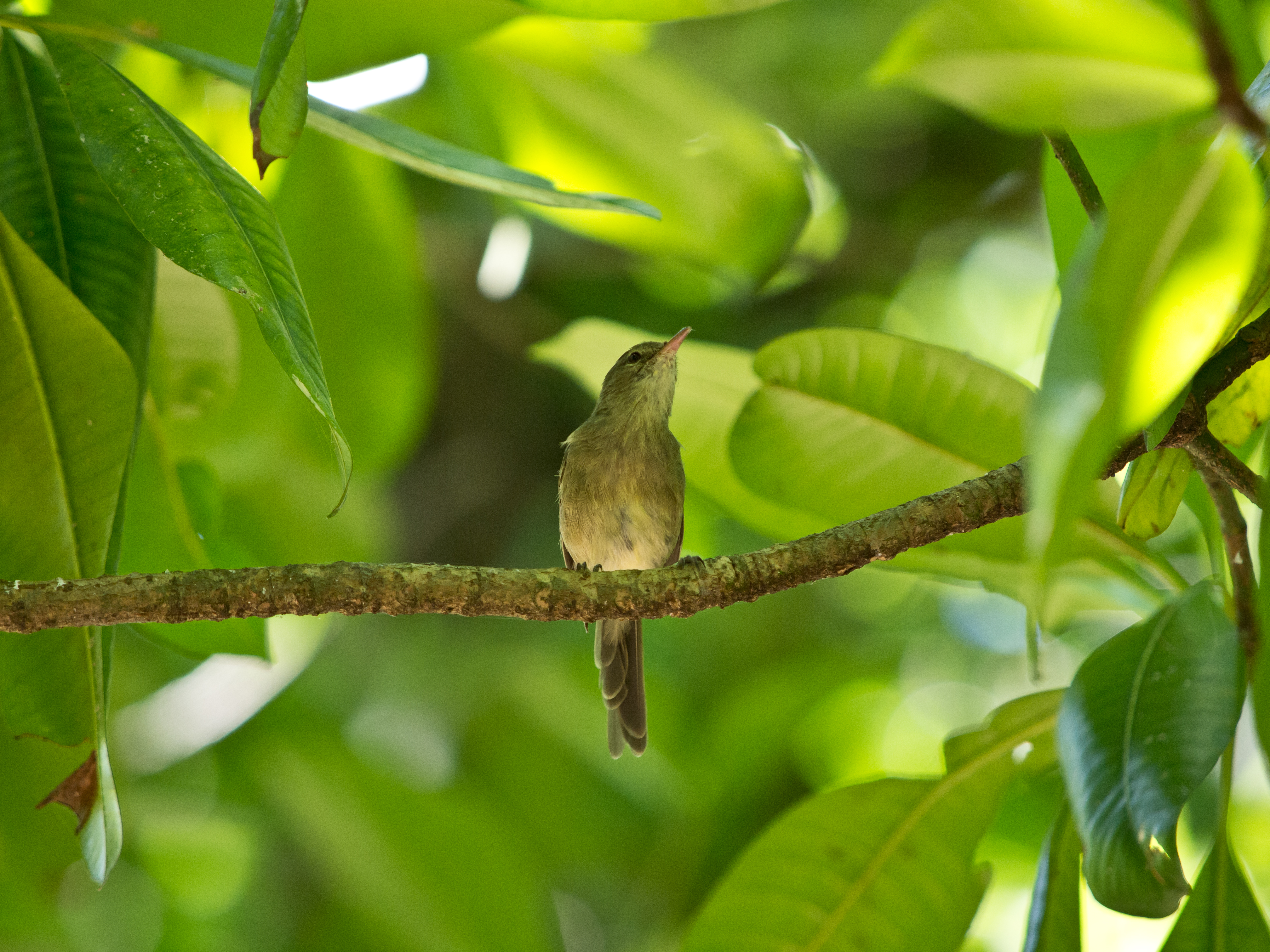
Seychellenrohrsänger (Acrocephalus sechellensis)

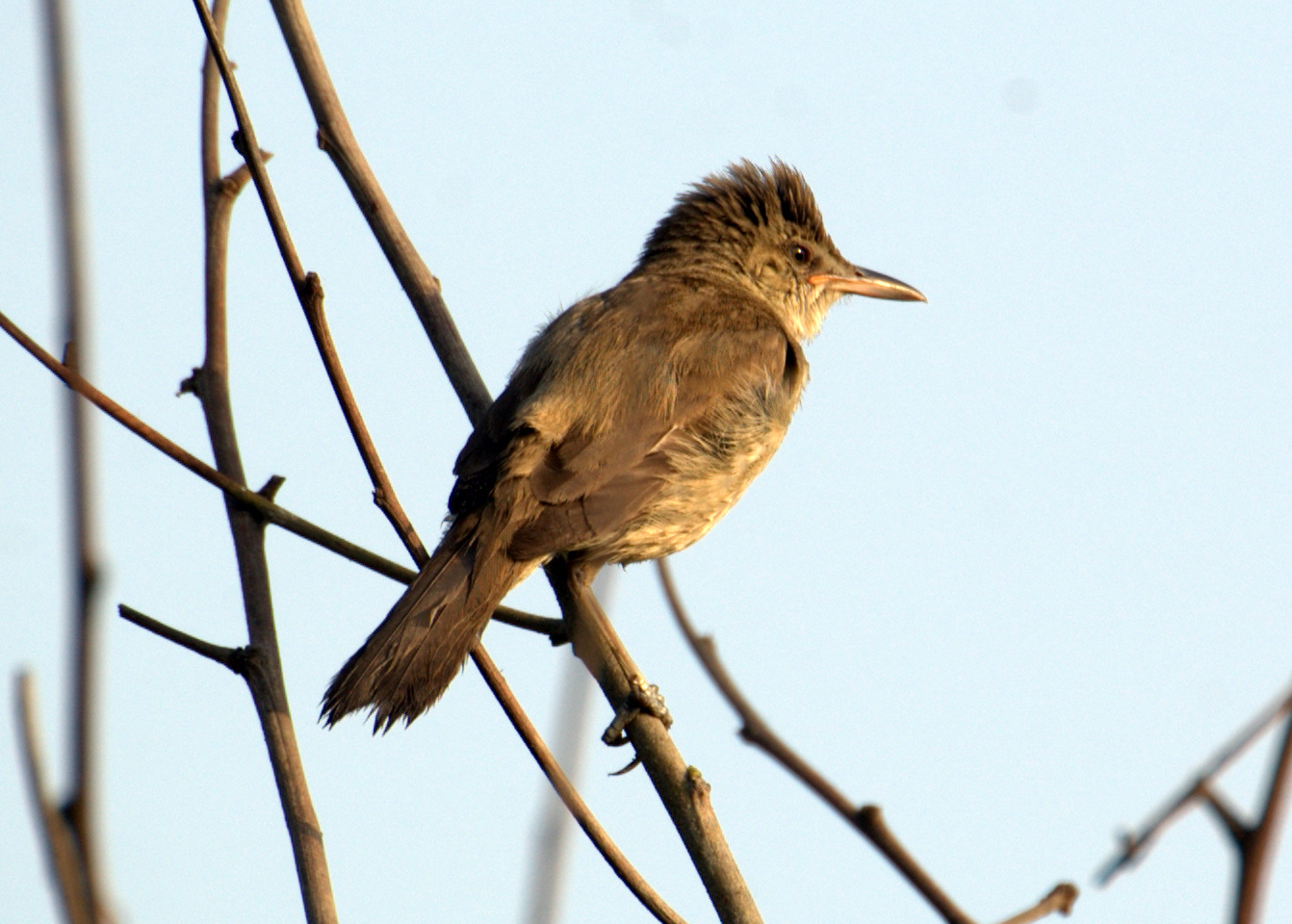
Stentorrohrsänger (Acrocephalus stentoreus)

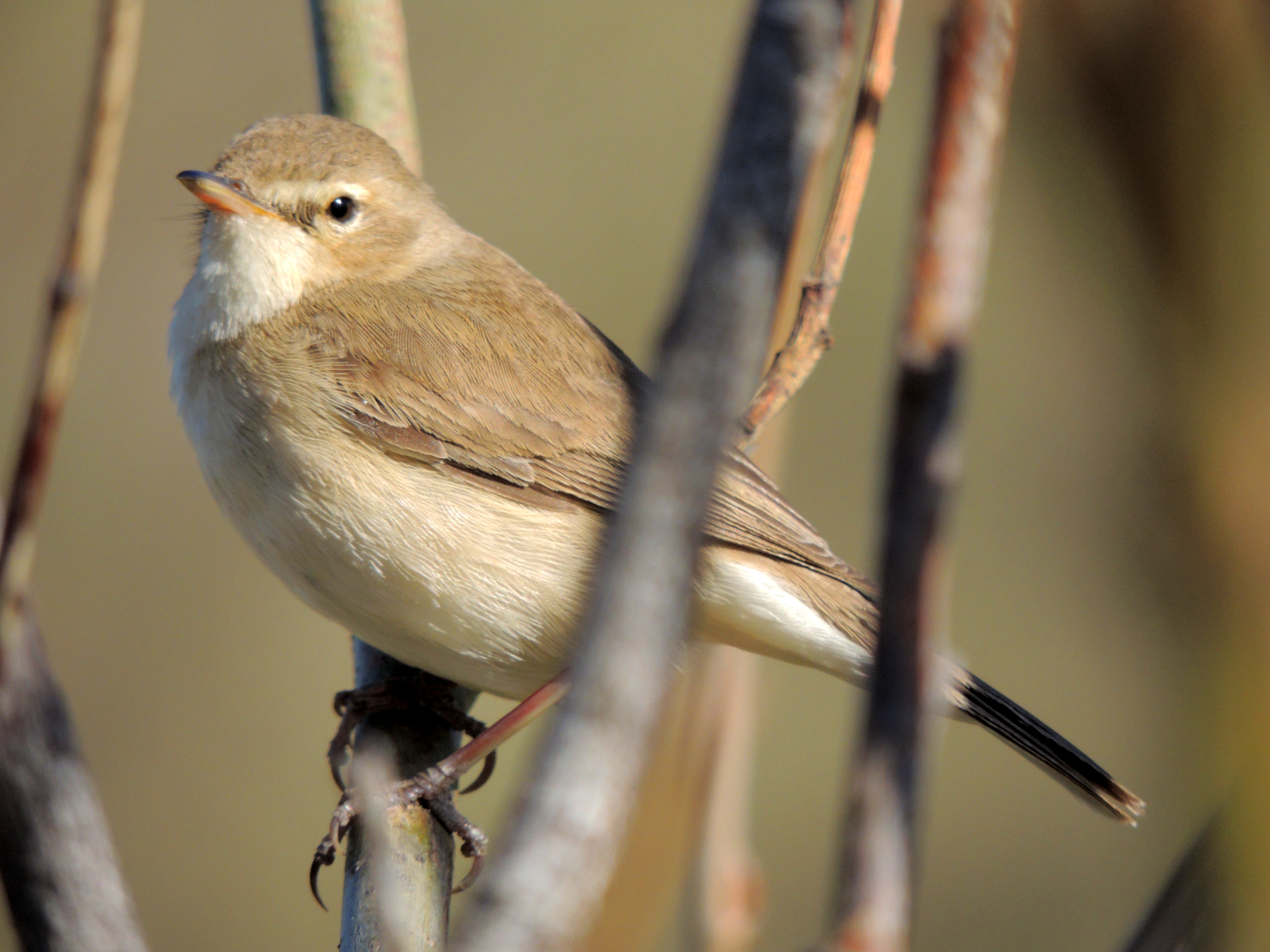
Buschspötter (Iduna caligata)

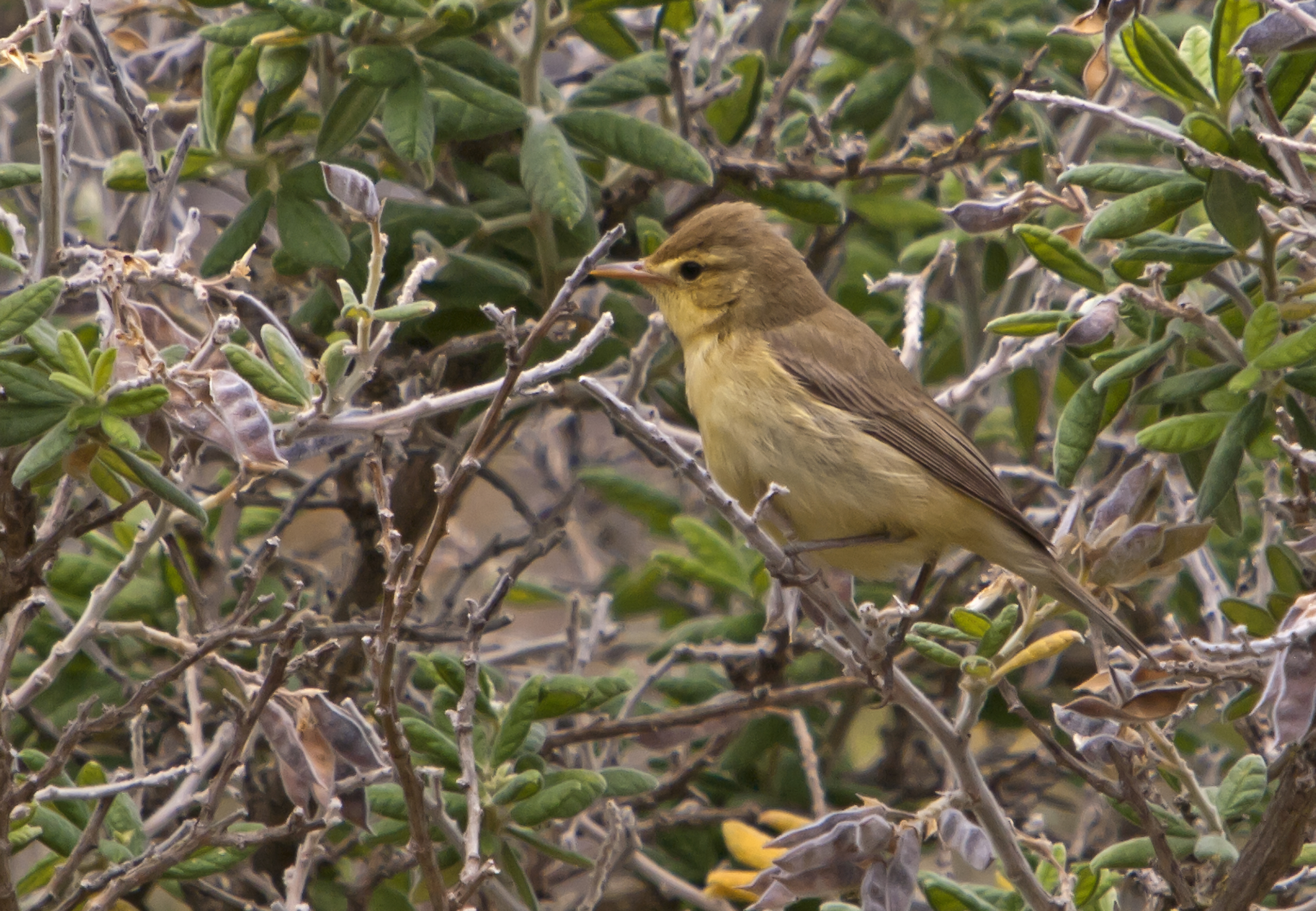
Orpheusspötter (Hippolais polyglotta)

Systematik und deutsche Artnamen folgen der Artenliste Die Vögel der Erde in der 3. Auflage.
- Gattung Graueria
  - Sperberbrustsänger (Graueria vittata)
- Gattung Nesillas
  - Madagaskarspötter (Nesillas typica)
  - Wolfsmilchspötter (Nesillas lantzii)
  - Anjouanspötter (Nesillas longicaudata)
  - Strichelbrustspötter (Nesillas brevicaudata)
  - Mohélispötter (Nesillas mariae)
  - Aldabraspötter (Nesillas aldabrana) †
- Gattung Acrocephalus
  - Basrarohrsänger (Acrocephalus griseldis)
  - Kapverden-Rohrsänger (Acrocephalus brevipennis)
  - Papyrusrohrsänger (Acrocephalus rufescens)
  - Kaprohrsänger (Acrocephalus gracilirostris)
  - Madagaskarrohrsänger (Acrocephalus newtoni)
  - Seychellenrohrsänger (Acrocephalus sechellensis)
  - Rodriguesrohrsänger (Acrocephalus rodericanus)
  - Drosselrohrsänger (Acrocephalus arundinaceus)
  - Chinarohrsänger (Acrocephalus orientalis)
  - Stentorrohrsänger (Acrocephalus stentoreus)
  - Australrohrsänger (Acrocephalus australis)
  - Hawaiirohrsänger (Acrocephalus familiaris)
  - Guamrohrsänger (Acrocephalus luscinius) †
  - Marianenrohrsänger (Acrocephalus hiwae)
  - Aguijanrohrsänger (Acrocephalus nijoi) †
  - Paganrohrsänger (Acrocephalus yamashinae) †
  - Mangarevarohrsänger (Acrocephalus astrolabii) †
  - Naururohrsänger (Acrocephalus rehsei)
  - Carolinenrohrsänger (Acrocephalus syrinx)
  - Kiribatirohrsänger (Acrocephalus aequinoctialis)
  - Nordmarquesas-Rohrsänger (Acrocephalus percernis)
  - Langschnabel-Rohrsänger (Acrocephalus caffer)
  - Moorearohrsänger (Acrocephalus longirostris) †
  - Forsterrohrsänger (Acrocephalus musae) †
  - Südmarquesas-Rohrsänger (Acrocephalus mendanae)
  - Tuamoturohrsänger (Acrocephalus atyphus)
  - Cookinsel-Rohrsänger (Acrocephalus kerearako)
  - Rimatararohrsänger (Acrocephalus rimitarae)
  - Hendersonrohrsänger (Acrocephalus taiti)
  - Pitcairnrohrsänger (Acrocephalus vaughani)
  - Brauenrohrsänger (Acrocephalus bistrigiceps)
  - Mariskenrohrsänger (Acrocephalus melanopogon)
  - Seggenrohrsänger (Acrocephalus paludicola)
  - Schilfrohrsänger (Acrocephalus schoenobaenus)
  - Hirserohrsänger (Acrocephalus sorghophilus)
  - Strauchrohrsänger (Acrocephalus concinens)
  - Mandschurenrohrsänger (Acrocephalus tangorum)
  - Großschnabel-Rohrsänger (Acrocephalus orinus)
  - Feldrohrsänger (Acrocephalus agricola)
  - Buschrohrsänger (Acrocephalus dumetorum)
  - Teichrohrsänger (Acrocephalus scirpaceus)
  - Sumpfrohrsänger (Acrocephalus palustris)
- Gattung Arundinax
  - Dickschnabel-Rohrsänger (Arundinax aedon)
- Gattung Iduna
  - Natalspötter (Iduna natalensis)
  - Bergspötter (Iduna similis)
  - Buschspötter (Iduna caligata)
  - Steppenspötter (Iduna rama)
  - Blassspötter (Iduna pallida)
  - Isabellspötter (Iduna opaca)
- Gattung Calamonastides
  - Papyrusspötter (Calamonastides gracilirostris)
- Gattung Hippolais
  - Dornspötter (Hippolais languida)
  - Olivenspötter (Hippolais olivetorum)
  - Orpheusspötter (Hippolais polyglotta)
  - Gelbspötter (Hippolais icterina)